# The Adventures of Rain Dance Maggie
The Adventures of Rain Dance Maggie е сингъл на американската рок група Ред Хот Чили Пепърс. Това е първият издаден сингъл от албума I'm With You и първият издаден сингъл на групата от 2007 година когато излиза Hump de Bump, както и първата песен на групата с новия китарист Джош Клингхофър. Песента излиза на 15 юли 2011 година, три години по-рано от обявеното поради изтичане в интернет.
Рапърката Крейшаун е избрана за режисьор на видеоклипа, но впоследствие нейният запис не е използван, защото групата смята, че клипът не се вписва в смисъла на песента.

## Формати и съдържание
CD сингъл
1. The Adventures of Rain Dance Maggie – 4:42

- Включва стикер на групата[1]

Radio Promo сингъл (test pressing-blue acetate)
1. The Adventures of Rain Dance Maggie – 4:42

UK Promo single 1
1. The Adventures of Rain Dance Maggie (Album Version) – 4:42
2. The Adventures of Rain Dance Maggie (UK Radio Edit) – 3:58

UK Promo single 2
1. The Adventures of Rain Dance Maggie (UK Radio Edit) – 3:58